# Josefina Landete Aragó
Josefina Landete Aragó (Valencia, 1885 – Valencia, 2 de noviembre de 1969), fue una maestra y licenciada en Medicina y Odontología, y una de las primeras mujeres españolas en obtener el título de odontóloga.

## Carrera profesional
Estudió la carrera de maestra en Valencia consiguiendo la calificación de sobresaliente. Hermana del catedrático e investigador Bernardino Landete Aragó, se trasladó posteriormente a Madrid para estudiar Odontología, estudios que acabó en 1913 con calificación de sobresaliente también. En 1921 ganó la plaza de odontóloga municipal del Ayuntamiento de Madrid y trabajó en la Casa de Socorro hasta el año 1955. Mujer independiente, montó su propio consultorio privado, al margen del de su hermano.

## Aportaciones profesionales
Participó en congresos profesionales y de sociedades científicas, donde publicó numerosos artículos y comunicaciones. Sus aportaciones a la odontología se plasmaron en numerosos artículos, entre los que cabe citar:
- Proyecto de asistencia odontológica a las colonias escolares con motivo de un ensayo en Pedrosa
- Linfocelulitis de origen dentario
- Obstrucción conducto de Stenon
- Fístulas de origen dentario
- Dos capítulos de odontoestomatología que interesan al pediatra
- Repercusión gingivodentaria de las infecciones de tipo gripal

## Reconocimientos
En enero de 2016 el Consejo para la Mujer y por la Igualdad del Ayuntamiento de Valencia decidió dedicarle una calle junto a otras 43 mujeres que no habían tenido la oportunidad de obtener reconocimiento a lo largo de la historia.